# Corbeta Belmonte
La corbeta Belmonte fue un barco mixto a hélice botado en 1857, donde formaba parte de la flota brasileña.

## Historía
Fue construida en los astilleros de Augustin Normand en Le Havre, Francia, según las instrucciones e inspecciones del Almirante Tamandaré y el ingeniero Naval Augusto de Carvalho, y botado en 1857. Sus pruebas en el mar fueron en 1858 y llegó a Recife en mayo de 1859.
En julio de 1864 fue incorporada a la Escuadra de Barroso en el Paraná, donde tomo parte en los combates de Riachuelo, donde recibió varios cañonazos bajo el agua, embico para no hundirse, y tuvo 9 muertos con 23 heridos; Mercedez; Cuevas; Paso de la Patría; Curuzú; Curupaití; Angostura y en las acciones al final de la campaña del Paraguay.